# Lake View Cemetery

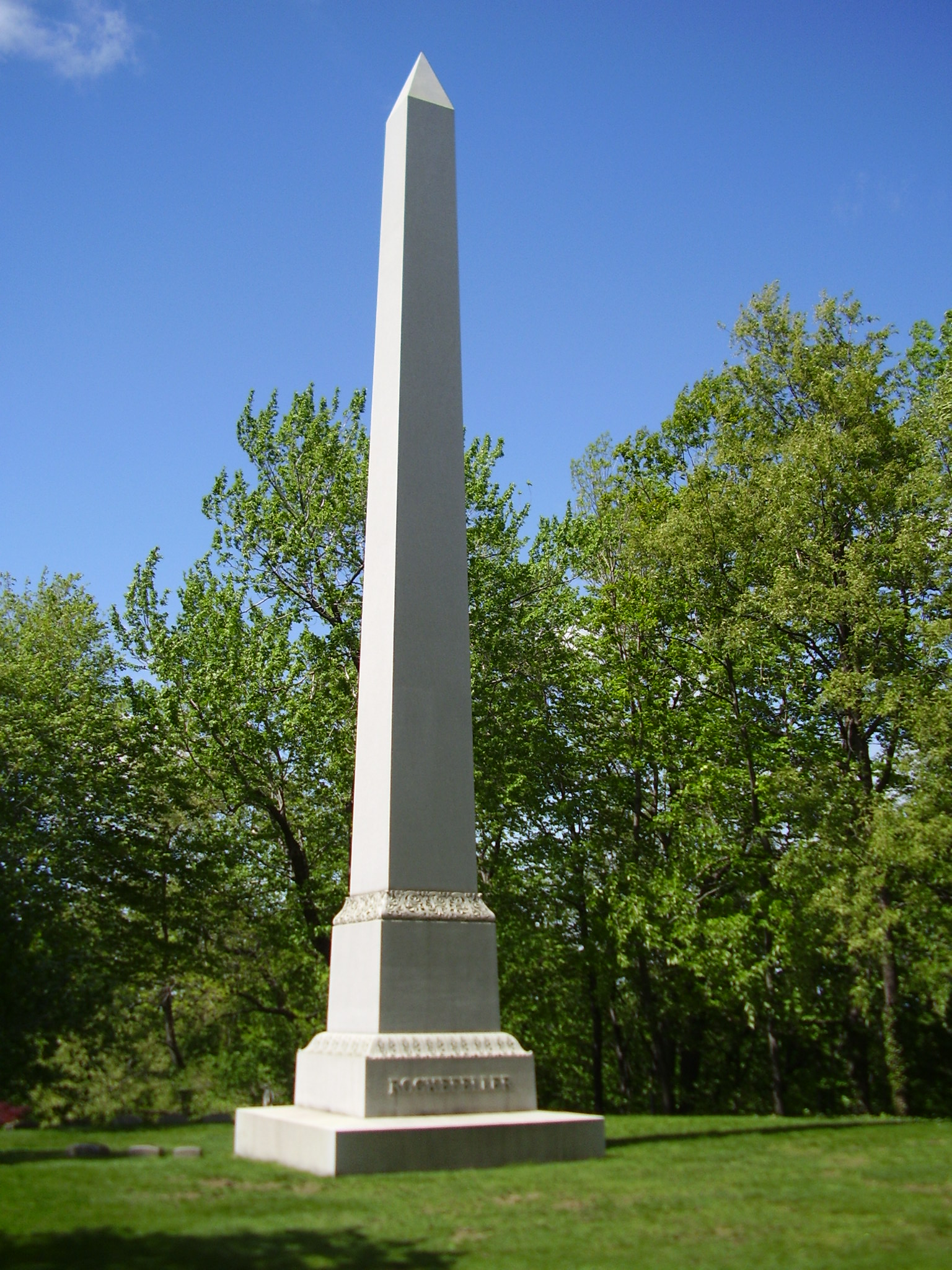
Obelisco da Família Rockefeller

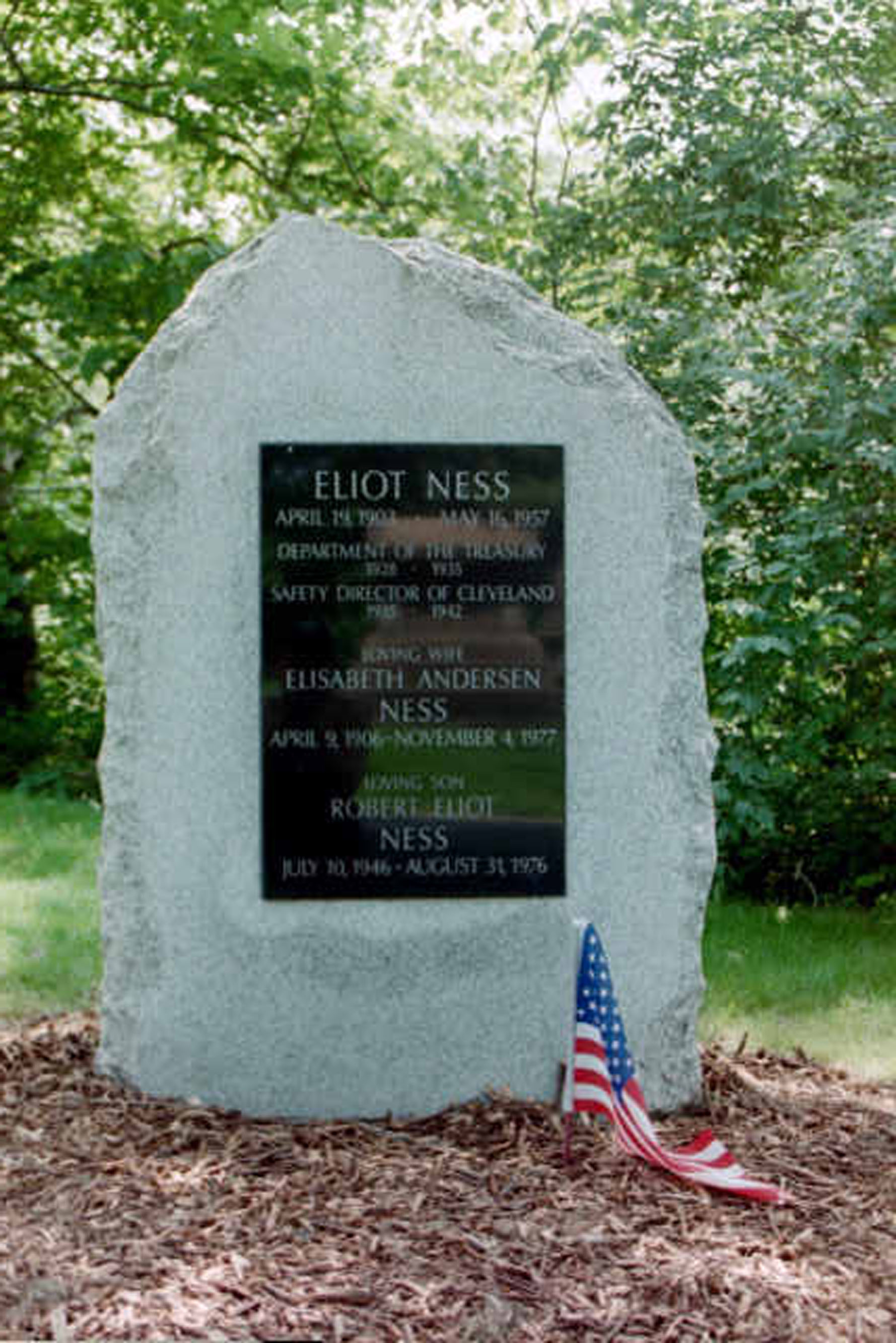
Eliot Ness

Lake View Cemetery é um cemitério em Cleveland, Ohio.

## Sepultamentos notáveis
- Newton D. Baker (1871–1937)
- Ernest Ball (1878–1927)
- Frances Payne Bolton (1885–1977)
- Charles Francis Brush (1849–1929)
- William Bainbridge Castle (1814–1872)
- Ray Chapman (1891–1920)
- Charles W. Chesnutt (1858–1932)
- Henry Chisholm (1822–1891)
- Henry Darling Coffinberry (1841–1912)
- George Washington Crile (1864–1943)
- Harvey Cushing (1869–1939)
- John A. Ellsler (1821–1903), ator e diretor de teatro[1]
- Alan Freed (1921–1965)
- James A. Garfield (1831–1881), 20º presidente dos Estados Unidos
- Lucretia Garfield (1832–1918)
- Mark Hanna (1837–1904)
- Gertrude Harrison (1871–1938)
- Stephen Vanderburgh Harkness (1818–1888)
- John Hay (1838–1905)
- Myron T. Herrick (1854–1929)
- Adella Prentiss Hughes (1869–1950)
- Dick Latessa (1929–2016), ator
- Mortimer Dormer Leggett (1821–1896)
- Al Lerner (1933–2002)
- Garrett Morgan (1877–1963)
- Eliot Ness (1903–1957)
- Charles A. Otis, Sr. (1827–1905)
- Arthur L. Parker (1885–1945)
- Peggy Parratt (1883–1959)
- Harvey Pekar (1939–2010)
- Dave Pope (1921–1999)
- Georgia T. Robertson (1852-1916)
- John Davison Rockefeller (1839–1937)
- Carl Sagan (1934–1996), cientista e divulgador científico norte-americano
- James Salisbury (1823–1905)
- Viktor Schreckengost (1906–2008)
- Henry Sherwin (1842–1916), um dos fundadores da Sherwin-Williams em 1866
- Rufus Paine Spalding (1798–1886)
- Anthony J. Stastny (1885–1923)
- Louis Stokes (1925–2015)
- Carl Stokes (1927–1996)
- Amasa Stone (1818–1883)
- Flora Stone Mather (1852–1909)
- Worthy Stevens Streator (1816–1902)
- William Russell Van Aken (1912–1993)
- Mantis James Van Sweringen (1881–1935), barão ferroviário, financista e co-fundador da Shaker Heights
- Oris Paxton Van Sweringen (1879–1936), barão ferroviário, financista e co-fundador da Shaker Heights, Ohio[2]
- Jeptha Wade (1811–1890)
- Edward Porter Williams (1843–1903), co-fundador da Sherwin-Williams
- Gloria Pressman (1923-1991)